# Самонов, Пётр Александрович
Пётр Александрович Самонов (1863 — 1930-е) — русский офицер и cкульптор-любитель, автор памятников генералу Скобелеву в Москве, а также старшинам Искре и Кочубею в Киеве.

## Биография
Потомственный дворянин Киевской губернии. Сын Александра Петровича Самонова.
Образование получил в реальном училище. С 1884 года самостоятельно занимался скульптурой, знакомился с техникой лепки в скульпторских мастерских. В 1885 году совершил поездку в Париж для изучения произведений искусства. В 1886—1887 годах был вольнослушателем скульптурного класса Императорской академии художеств.
На военную службу вступил 19 мая 1889 года. Окончил Тверское кавалерийское юнкерское училище по 2-му разряду и выпущен был эстандарт-юнкером в 9-й драгунский Елисаветградский полк. 22 июля 1893 года произведен корнетом в тот же полк. Произведен в поручики 15 марта 1898 года, в штабс-ротмистры — 3 апреля 1899 года. 16 января 1905 года переведен в Главный штаб, где был назначен помощником столоначальника Главного штаба. Произведен в ротмистры 6 декабря 1905 года. 2 ноября 1907 года переведен обратно в 9-й драгунский Елисаветградский полк. 14 сентября 1908 года уволен от службы подполковником с пенсией. Из наград имел орден Св. Станислава 3-й степени (1903).

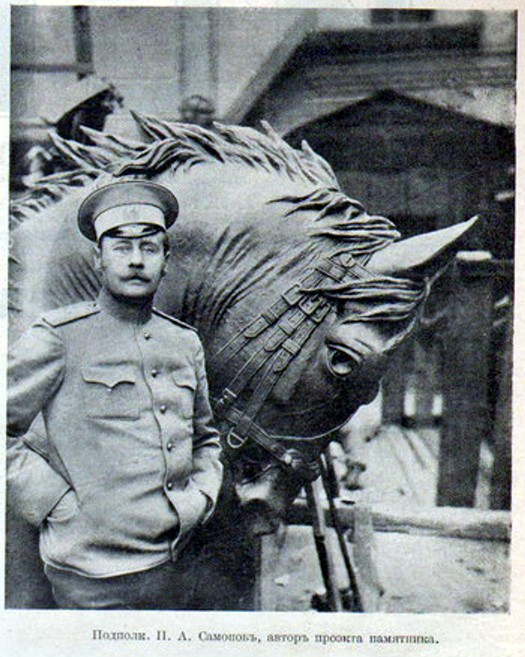
Самонов с частью своего памятника Скобелеву. ~март 1912 г.

По выходе в отставку поселился в Петербурге, где посвятил себя занятию скульптурой. В 1910 году выиграл конкурс на проект памятника генералу Скобелеву в Москве, установленного позже на Тверской площади, со своей самой известной работой —  "За царя и Родину". В конкурсе принимали участие 27 скульпторов, а в жюри конкурса входило 6 архитекторов и военные. Самонов работал ежедневно, сразу передавая готовые отдельные детали литейному заводу Морана. Работы по изготовлению памятника Скобелеву автором были завершены к 21 марта — было создано: лошадь с её всадником, 14 солдат, 11 барельефов с подвигами полководца, 4 фонаря.
24 июня 1912 года состоялось главное торжество на Тверской площади, переименованной в Скобелевскую. Присутствовали первые лица города и страны, выдающиеся деятели культуры и сослуживцы Скобелева. На открытие приехала сестра Скобелева и его племянники. 

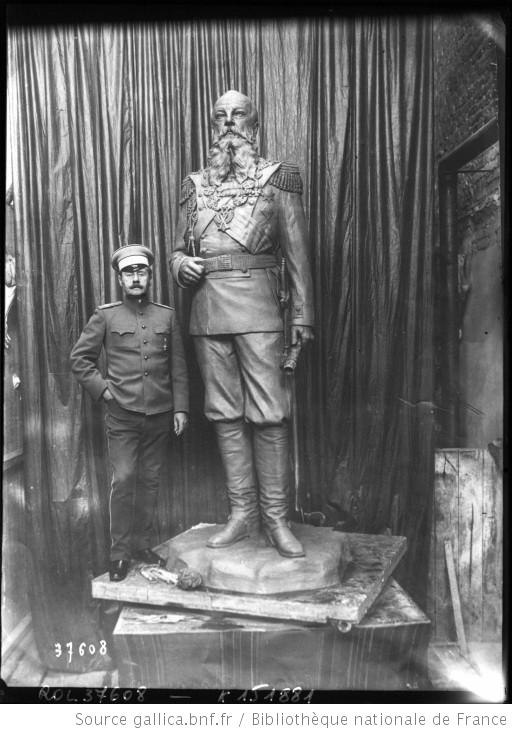
Самонов у статуи князя Михаила Николаевича. 1914г.

Также выиграл конкурс на проект памятника Искре и Кочубею в Киеве, установленного в 1914 году на Никольской площади. Памятник снесён в 1917 году.
Кроме того, создал ряд жанровых композиций и камерных скульптур на тему русской армии: «Казак лейб-гвардии Атаманского полка начала царствования Александра III» и «Казак, раскуривающий трубку» (обе — в Третьяковской галерее), «Кавказский солдат», «Пластун Сайкин» и «А. В. Суворов» (последние три выпускались Каслинским заводом).
В Гражданскую войну участвовал в Белом движении в составе Вооруженных сил Юга России. На январь 1920 года — в караульном батальоне Новороссийской военной базы, подполковник. Эвакуировался из Новороссийска в марте 1920 года.
В эмиграции в Югославии. В 1923 году проводил персональную выставку в Вршаце. С полковником М. С. Стаховым написал иконы для русской домовой церкви св. Иоанна Златоуста в Вршаце. В 1924 году участвовал в выставке русских художников в Белградском университете (скульптурная группа «Атака казаков»). Состоял членом Общества русских художников в Югославии (1928).
Умер в 1930-е годы. Его жена Ольга Михайловна (1872—1941) похоронена на Новом кладбище Белграда.